# Manjadvorci
Manjadvorci (en italien : Magnaduorzi) est une localité de Croatie située en Istrie, dans la municipalité de Barban, dans le comitat d'Istrie. En 2001, la localité comptait 173 habitants.

## Démographie
| 1948 | 1953 | 1961 | 1971 | 1981 | 1991 | 2001 |
| ---- | ---- | ---- | ---- | ---- | ---- | ---- |
| 240  | 237  | 242  | 214  | 201  | 186  | 173  |